# Eugène Vaulot
Eugène Vaulot (1 de junio de 1923 - 2 de mayo de 1945) fue un francés con el rango de Unterscharführer en las Waffen-SS durante la Segunda Guerra Mundial, que recibió la Cruz de Caballero de la Cruz de Hierro.

## Vida
Eugene Vaulot nació en París en 1923. Se formó para ser técnico de "plomero-calefacción", luego se ofreció como voluntario para unirse a la Legión de Voluntarios Franceses Contra el Bolchevismo (LVF) en 1941 y luchó en el Frente Oriental. En 1942-1943, sirvió en la primera compañía. Fue galardonado con la Cruz de Hierro de 2ª clase antes de quedar parcialmente discapacitado por las heridas que le obligaron a abandonar la LVF en 1943 con el rango de Obergefreiter.
En 1944 se ofreció como voluntario para el servicio en la Armada alemana (Kriegsmarine) y sirvió en la 6.ª Compañía, 28.ª Schiffstammabteilung. En septiembre de 1944, se formó una nueva unidad, la Waffen-Grenadier-Brigade der SS "Charlemagne", a partir de los restos de la LVF y la Sturmbrigade francesa. Vaulot se transfirió a esta nueva formación con el rango de Waffen- Unterscharführer. Junto a él se encontraban colaboradores franceses que huían del avance aliado en el oeste, así como franceses de la Armada alemana, el Cuerpo de Motoristas Nacionalsocialistas (NSKK), la Organización Todt y la Milice.
En febrero de 1945, la unidad se actualizó oficialmente a una división y se renombró como 33.ª División de Granaderos SS Voluntarios Charlemagne (1.ª francesa) (französische Nr.1). En este momento tenía una dotación de 7.340 hombres. La División Carlomagno fue enviada para luchar contra el Ejército Rojo en Polonia, pero el 25 de febrero fue atacada en Hammerstein (actual Czarne) en Pomerania, por tropas del 1er Frente Bielorruso Soviético. Las fuerzas soviéticas dividieron la fuerza francesa en tres bolsillos. Un grupo comandado por el SS- Brigadeführer Gustav Krukenberg sobrevivió. Fue evacuado de la costa por la Marina alemana a Dinamarca y luego enviado a Neustrelitz para su reparación; Vaulot formaba parte de este tercer grupo. Fue galardonado con la Cruz de Hierro de primera clase por "distinguirse" en el combate. 

### Berlín, 1945
En abril de 1945, unos 350 hombres se ofrecieron como voluntarios para luchar en la Batalla de Berlín en una unidad que se conoció como Sturmbataillon Charlemagne. Vaulot fue con el grupo a Berlín. Durante los combates, Vaulot destruyó dos tanques en el sector de Neukölln. Luego, el 28 de abril, el Ejército Rojo inició una ofensiva a gran escala en el sector central. La lucha fue intensa; el Sturmbataillon Charlemagne estaba en el centro de la zona de batalla alrededor de la Cancillería del Reich. Vaulot destruyó seis tanques con un Panzerfaust cerca del Führerbunker. Fue galardonado con la Cruz de Caballero de la Cruz de Hierro por el SS-Brigadeführer Krukenberg el 29 de abril. Vaulot fue asesinado tres días después en la madrugada del 2 de mayo por un francotirador del Ejército Rojo.